# Lincoln (Nouveau-Mexique)
Lincoln est une localité non incorporée située dans le comté de Lincoln, au Nouveau-Mexique, placée sur la route 380.

## Histoire
Lincoln a été créée dans les années 1850 par des familles mexicaines sous le nom La Placita del Rio Bonito, sur un site déjà utilisé par les Amérindiens, son nom a été changé en Lincoln en l'honneur d'Abraham Lincoln quand le comté de Lincoln fut créé dans le Territoire du Nouveau-Mexique en 1869.
Lincoln fut l'épicentre de la guerre du comté de Lincoln entre le camp Tunstall-McSween-Chisum et le camp Murphy-Nolan-Brady, en 1878. La ville connait une attraction touristique en partie du fait des passages qu'y fit le célèbre hors-la-loi Billy the Kid.
La ville comprend un quartier historique de bâtiments et maisons anciennes.